# Куршатон
Куршатон (фр. Courchaton) насеље је и општина у источној Француској у региону Франш-Конте, у департману Горња Саона која припада префектури Лир.
По подацима из 2011. године у општини је живело 459 становника, а густина насељености је износила 33,92 становника/km². Општина се простире на површини од 13,53 km². Налази се на средњој надморској висини од 326 метара (максималној 532 m, а минималној 303 m).

## Демографија
| 1962. | 1968. | 1975. | 1982. | 1990. | 1999. | 2011. |
| ----- | ----- | ----- | ----- | ----- | ----- | ----- |
| 439   | 503   | 485   | 578   | 504   | 430   | 459   |

График промене броја становника у току последњих година